# Uusirivier
De Uusirivier (Zweeds: Uusijoki) is een rivier die stroomt in de Zweedse  gemeente Kiruna. De rivier ontvangt haar water van de hellingen aan de westzijde van de Drottninghällan en de Kilaberg. De rivier stroomt om de Kilaberg heen en levert haar water in bij het Grote Kulumeer. De rivier is circa 10 kilometer lang.
Afwatering: Uusirivier → (Grote Kulumeer) → Luongasrivier → Torne → Botnische Golf